# Día de la Resistencia Indígena
El Día de la Resistencia Indígena es una conmemoración celebrada cada 12 de octubre en Venezuela y Nicaragua que recuerda las luchas iniciadas en 1492 por los pueblos indígenas en defensa de su cultura e integridad contra la colonización española, luego de que el navegante genovés, Cristóbal Colón llegara al continente Americano.

## Países

### Argentina
Existió en 2004 un proyecto para convertir el día 12 de octubre en "Día de la Resistencia Indígena”, aunque no prosperó.

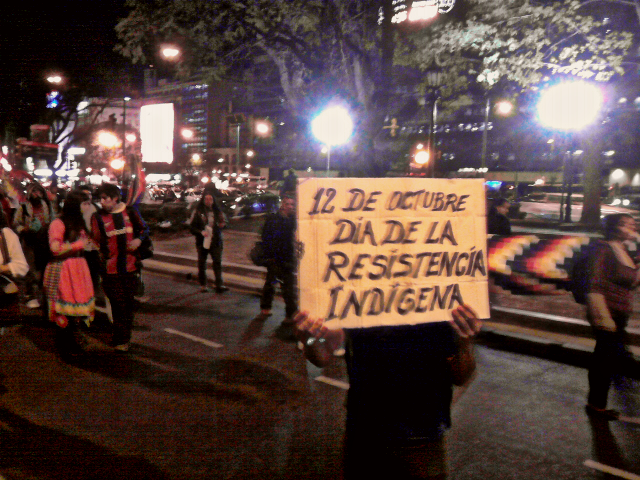
Contramarcha del doce de octubre de 2012 en Buenos Aires.

### España
En el año 2017 el Parlamento de Navarra (España) celebró también dicha festividad, pero no se ha vuelto a celebrar desde entonces.

### Nicaragua
El 12 de octubre Nicaragua conmemora el Día de la Resistencia Indígena, Negra y Popular, una fecha en la que el país, de naturaleza multiétnica, recuerda el inicio de la lucha de los pueblos originarios contra la "dominación colonial" y la reivindicación de sus derechos ancestrales.
La jornada era anteriormente celebrada como 'Día de la Hispanidad’ y posteriormente 'Día de la Raza’, pero en octubre de 2007 el gobierno de izquierda y sandinista presidido por Daniel Ortega acordó sustituirlo por el Día de la Resistencia Indígena, de color Negro y Popular Como parte de las políticas de inclusión y restitución de derechos.
Para conmemorar la fecha, tradicionalmente se realizan diversos eventos como demostraciones musicales, ferias, bailes, declamaciones y degustaciones gastronómicas, que tienen como objetivo mantener vivo el patrimonio cultural de estos pueblos. En Nicaragua hay claramente definidos diez grupos étnicos, cuya herencia junto a encuentros y desencuentros ha dado origen a la idiosincrasia nicaragüense en sentido amplio.

### Venezuela
Originalmente, se conmemoraba el descubrimiento de América en los viajes de Cristóbal Colón, y fue declarada durante el gobierno de Juan Vicente Gómez como festividad nacional bajo la denominación de "Día de la Raza”. Pero este hecho no era del agrado de algunos políticos y pensadores de la izquierda venezolana, que consideraban que la festividad exaltaba el colonialismo en detrimento de la cultura y valores de los indígenas Amerindios.
La nueva festividad se proclamó para conmemorar la resistencia de los nativos americanos contra los conquistadores. Fue decretada de tal modo por el presidente de ideología socialista radical Hugo Chávez y sancionada por la Asamblea Nacional de Venezuela como festividad en el decreto 2018, con fecha del 12 de octubre de 2002. Dos años después del decreto, durante la segunda celebración del “Día de la resistencia indígena” se originó una sonada controversia que involucró a varias organizaciones cercanas al gobierno de Hugo Chávez, debido al derribo de una estatua de Cristóbal Colón en la Plaza Venezuela de Caracas.aun así, es común que en las escuelas de Venezuela se celebre el día de la raza haciendo énfasis en su mestizaje desde la influencia española a la actualidad